# Emahoy Tsegué-Maryam Guèbrou
Emahoy Tsegué-Maryam Guèbrou (Gəʿəz ፅጌ ማርያም ገብሩ; nombre de nacimiento Yewubdar Gebru, Adís Abeba, 12 de diciembre de 1923-27 de marzo de 2023) fue una monja etíope conocida por su interpretación y sus composiciones pianísticas.

## Biografía
Guèbrou nació en Addis Abeba el 12 de diciembre de 1923 en el seno de una familia adinerada. A los seis años fue enviada a un internado en Suiza donde estudió violín hasta su vuelta a Etiopía en 1933. Durante la Segunda Guerra Italo-Etíope, ella y su familia se convirtieron en prisioneros de guerra y fueron enviados por los italianos al campo de prisioneros de la isla de Asinara y más tarde a Mercogliano, cerca de Nápoles. Después de la guerra, Guèbrou estudió con el violinista polaco Alexander Kontorowicz en El Cairo. Kontorowicz y Guèbrou regresaron a Etiopía, donde Kontorowicz fue nombrado director musical de la banda de la Guardia Imperial y Guèbrou trabajó como asistente administrativo.
Su primer disco fue lanzado en 1963. La Fundación de Música Emahoy Tsege Mariam se creó para ayudar a los niños necesitados a estudiar música, tanto en África como en el área metropolitana de Washington, D. C. En abril de 2017 Guèbrou protagonizó el documental de BBC Radio 4, presentado por Kate Molleson, titulado The Honky Tonk Nun.

## Música
Una recopilación del trabajo de Guèbrou ha sido publicada por el sello discográfico Éthiopiques. También apareció en The Rough Guide to the Music of Ethiopia y The Rough Guide to African Lullabies. Su música ha sido descrita como un blues melódico con fraseo rítmicamente complejo. Durante tres décadas vivió una vida solitaria con apenas actuaciones, una de ellas en el Centro Comunitario Judío en Washington, D. C. el 12 de julio de 2008.
En 2013 se celebraron tres conciertos en Jerusalén como homenaje a Guèbrou en la conmemoración de su 90 cumpleaños y se lanzó una recopilación de sus partituras musicales. En 2019, la campaña de publicidad 'Coming Home' para Echo Auto y Echo Smart Speaker de Amazon Corporation creada por la agencia de publicidad Wongdoody presentó una canción de Guebrou titulada 'Homesickness', que se incluye en el álbum 'Ethiopiques 21: Ethiopia Song' (2006) en el sello Buda Musique.

## Discografía
| Álbumes de estudio - 1963: Spielt Eigene Kompositionen - 1970: The Hymn Of Jerusalem, The Jordan River Song - 1972: Yet My King Is From Old - 2023: Jerusalem - 2024: Souvenirs | Compilaciones - 2006: Éthiopiques 21: Piano Solo - 2012: The Visionary - Piano Solo - 2015: Ethiopian Piano for the Soul - 2016: Emahoy Tsegué-Mariam Guèbru |  |